# Blas Ruiz Grau
Blas Ruiz Grau (Rafal, Alicante, 1984) es un escritor español de novela negra contemporánea, su obra destaca por su rigor en los campos criminalístico y forense. En sus inicios triunfó como autor autopublicado.

## Biografía
Miembro de una familia trabajadora de cinco integrantes, cursó sus estudios en el colegio Trinitario Seva de Rafal, para más tarde hacer los estudios secundarios en los institutos Vega Baja, de Callosa del Segura y El palmeral, de Orihuela.
Ha completado el bachillerato de la rama científico-tecnológica y el grado medio de equipos electrónicos de consumo.
En 2020 cursa un grado de geografía a historia en la UNED, que compagina con su tarea de investigación de cara a escribir nuevas novelas y varias colaboraciones en revistas digitales.